# Nir Lax
Nir Lax (in ebraico ניר לקס‎?; Rishon LeZion, 10 agosto 1994) è un calciatore israeliano, centrocampista dell'Hapoel Nof HaGalil.

## Carriera
Ha giocato nella massima serie israeliana.